# پارزوو
پارزوو (به چکی: Pařezov) یک منطقهٔ مسکونی در جمهوری چک است که در ناحیه دوماژلیتسه واقع شده‌است. پارزوو ۱٫۵۹ کیلومتر مربع مساحت و ۱۳۱ نفر جمعیت دارد و ۴۲۰ متر بالاتر از سطح دریا واقع شده‌است.